# Darlene Love
Darlene Love, latere artiestennaam van Darlene Wright (Los Angeles, 26 juli 1941) is een Amerikaans zangeres en actrice. Als zangeres werd ze bekend door het vertolken van een aantal songs van muziekproducent Phil Spector. Als actrice is ze vooral bekend als echtgenoot van politieagent Roger Murtaugh (Danny Glover) in de Lethal Weapon-films.

## Carrière

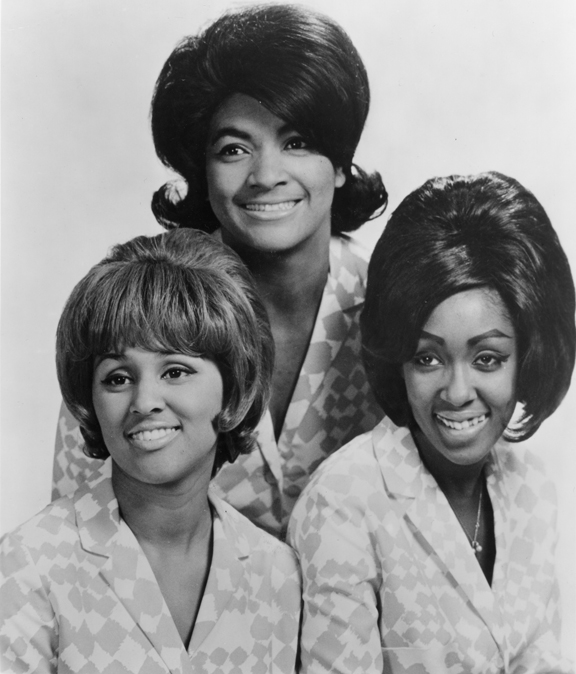
Darlene Love (linksonder) met The Blossoms (1966)

In haar jeugd was Darlene Wright lid van het kerkkoor in Hawthorne. In 1957 werd ze zangeres van de Doowop-formatie The Echo's. Later werd ze leadzanger van de meidengroep The Blossoms. Met The Blossoms werden een aantal singles opgenomen, echter meestal zonder groot succes. Als backing vocals deden ze het, vooral dankzij Whrights stem, echter zeer goed, hetgeen resulteerde in samenwerkingen met Elvis Presley, Sam Cooke, Sonny & Cher en Tom Jones.
In 1962 huurde Phil Spector The Blossoms voor de song He's a Rebel. Deze plaat werd echter uitgebracht onder naam van The Crystals. Dit was de naam van een andere meidengroep die bij Spector onder contract stond, maar tijdens de plaatopname op tournee was. Het werd de grootste hit van The Crystals en bereikte de nummer-1 positie in de Amerikaanse hitlijsten. Ook de volgende single van The Crystals, He's Sure the Boy I Love, werd ingezongen door The Blossoms. Deze plaat kwam tot een nummer-11 positie. Bij het bekende nummer Da doo ron ron verzorgden The Blossoms de backing vocals bij de oorspronkelijke Crystals-zangeres Darlene "LaLa" Brooks.
Phil Spector wilde van Darlene Wright een soloartiest maken en gaf haar de artiestennaam Darlene Love. Hij produceerde met Love verschillende soloplaten waaronder (Today I Met) The Boy I’m Going To Marry en Christmas (Baby Please Come Home). Dit laatste nummer was bestemd voor het kerstalbum A Christmas Gift For You From Phil Spector. Het kerstnummer flopte in eerste instantie, maar is uitgegroeid tot een van Loves bekendste nummers. Love maakte ook deel uit van de door Spector bij elkaar gebrachte formatie Bob B. Soxx & The Blue Jeans. Hun cover van de bekende Disney-song Zip-a-Dee-Doo-Dah werd een top 10-hit.
Ondertussen werkte ze met The Blossoms voor Johnny Rivers, waarbij ze onder andere te horen zijn bij zijn nummer-1 hit Poor Side of Town. tussen 1964 en 1966 waren The Blossoms het vaste ensemble in de populaire Rock'n'Roll televisieshow Shindig!. In 1968 waren ze te zien in de legendarische televisieshow 68 Comeback Special, die de comeback van Elvis Presley inluidde.
In de jaren zeventig trok ze zich vanwege privéredenen terug uit de showbusiness. In de jaren tachtig trad ze weer op. Eerst in kleine clubs, maar later vertolkte ze een hoofdrol in de Broadway-musical Leader of the Pack. Sinds 1986 was ze in de periode voor kerst jaarlijks te gast in het televisieprogramma Late Night om haar kersthit Christmas Baby Please Come Home te zingen.
In 2009 en 2010 werd ze genomineerd voor opname in de Rock and Roll Hall of Fame. In 2010 was deze opname een feit.
Naast haar zangcarrière is Darlene Love ook als actrice in een aantal speelfilms te zien. Zo speelde ze in alle vier de Lethal Weapon-films de rol van Trish Murtaugh, echtgenoot van politieagent Roger Murtaugh (Danny Glover).
Darlene Love was peetmoeder van Whitney Houston.
- Bibliothèque nationale de France: cb139453271 (data)
- Gemeinsame Normdatei: 121588106
- International Standard Name Identifier: 0000 0000 3251 4648
- Library of Congress Control Number: n91108243
- MusicBrainz: af953ba2-283b-41ef-93bc-b4cfc5feeebc
- SNAC: w69x3dg9
- Système universitaire de documentation: 184576016
- Virtual International Authority File: 10038836
- WorldCat: E39PBJt8jjchDJwTTmQBTw63Qq